# Achille Joinard
Achille Henri Joinard, né le 28 octobre 1889 à Paris 10e, où il est mort le 20 octobre 1957, est un militant nationaliste et un dirigeant sportif français du XXe siècle.

## Biographie

### De la Ligue de la Rose Blanche à la Ligue des patriotes

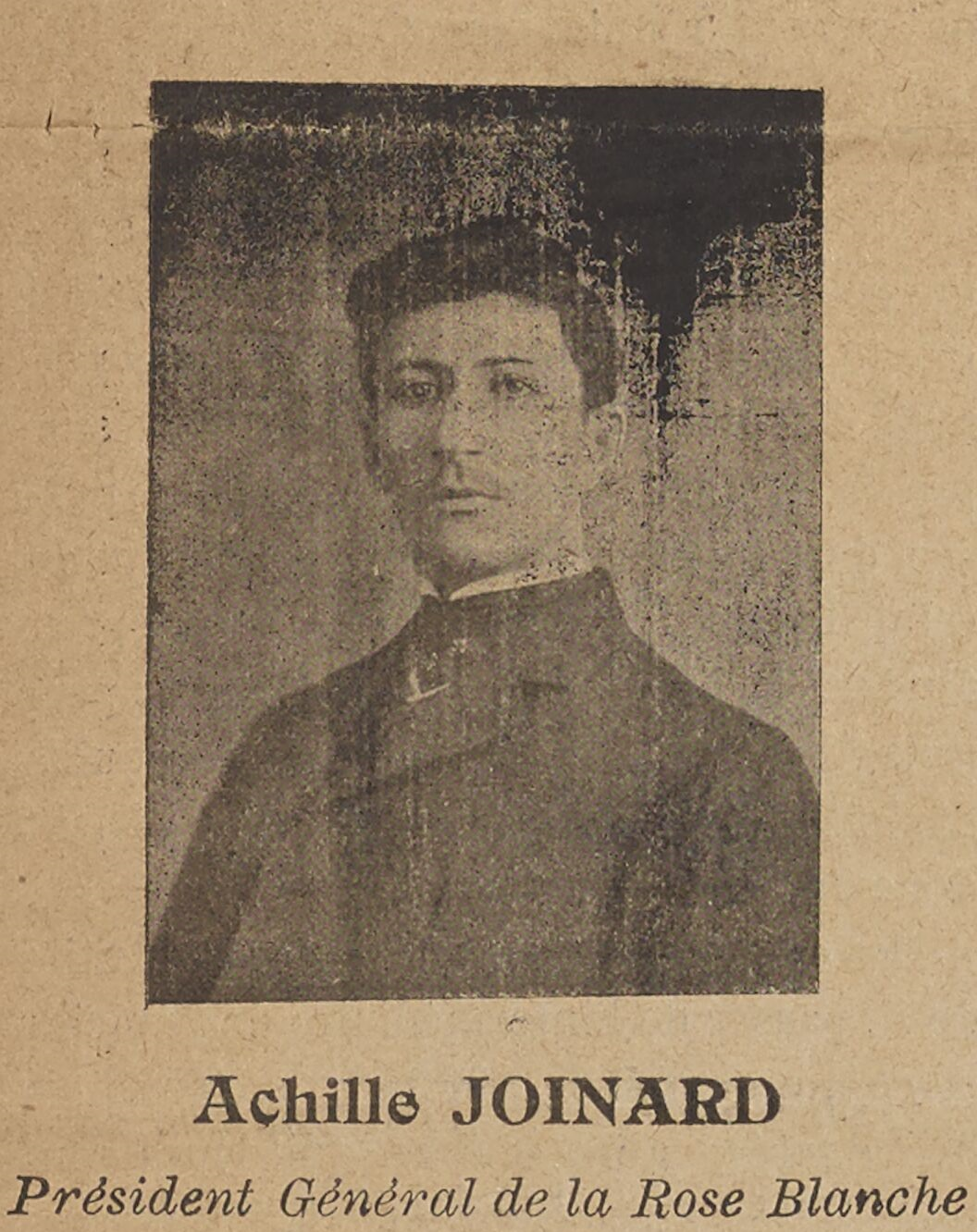
Portrait de Joinard publié dans Le Mousquetaire du 16 octobre 1907.

Achille Joinard s'implique très jeune dans le militantisme nationaliste : en mai 1906, il n'a pas encore dix-sept ans lorsqu'il contribue à la fondation, à Belleville, de la Ligue de la Rose Blanche, dont il prend la présidence. « Ligue de Jeunesse catholique et patriote » de tendances royaliste, antimaçonnique et antithalamiste, ce mouvement dispose d'un organe officiel avec Le Mousquetaire (9, rue Corbeau), une feuille gratuite bimensuelle puis hebdomadaire dirigée par Joinard. Très active entre 1906 et 1910, la Ligue de la Rose Blanche organise des cérémonies patriotiques, comme le dépôt de gerbes (de roses blanches et de lys) devant les statues de Jeanne d'Arc de la place des Pyramides, de la place Saint-Augustin et du Panthéon, ainsi que des réunions publiques et des conférences. En 1910, elle rend également hommage à Louis Grégori, ce journaliste qui a tiré sur Alfred Dreyfus et dont Joinard était le secrétaire. En 1912, Joinard et ses amis ligueurs tentent de constituer, sous la présidence de l'ancien ministre Émile Flourens, une « Union française » confédérant l'ensemble des ligues d'extrême-droite, mais cette initiative ne semble pas avoir eu de suite.
Parmi les membres de la Ligue, on trouve Paul Watrin, Henri Giltaire, Eugène de Bœwer ainsi que Marcel Hauss, un futur « as » auquel Joinard rendra hommage à l'occasion d'une série d'articles parus dans La Croix pendant la Première Guerre mondiale (1916-1917).
Les activités « ligueuses » de Joinard lui attirent quelques ennuis : en 1907, il est condamné à quinze francs d'amende et deux jours de prison pour tapage nocturne après avoir crié « À bas Picquart ! À bas Clemenceau ! » à la sortie d'une réunion à la salle Wagram. En 1909, un mauvais plaisant fait annoncer sa mort, aussitôt démentie dans les colonnes du Figaro.
Gagnant sa vie comme comptable au Crédit lyonnais puis comme marchand d'articles religieux rue du Buisson-Saint-Louis, Joinard poursuit son combat politique nationaliste pendant de nombreuses années : après avoir été candidat « antijuif et antimaçon » de l'« Union française » aux élections municipales de 1912 dans le quartier de l'Hôpital-Saint-Louis (où il ne récolte que 266 voix, soit moins de 4 % des suffrages), il participe à la société des « Amis des retraites militaires » avant de rejoindre la Ligue des patriotes (LDP), dont il préside la Xe section (correspondant au 10e arrondissement de Paris) dans les années 1930. Sous la direction de Joinard, les ligueurs du 10e arrondissement militent notamment pour la défense des valeurs traditionnelles, comme lorsqu'ils viennent perturber la représentation du Jean-Sébastien Cast de Lottie Yorska en mars 1931.

### Au service du cyclisme français

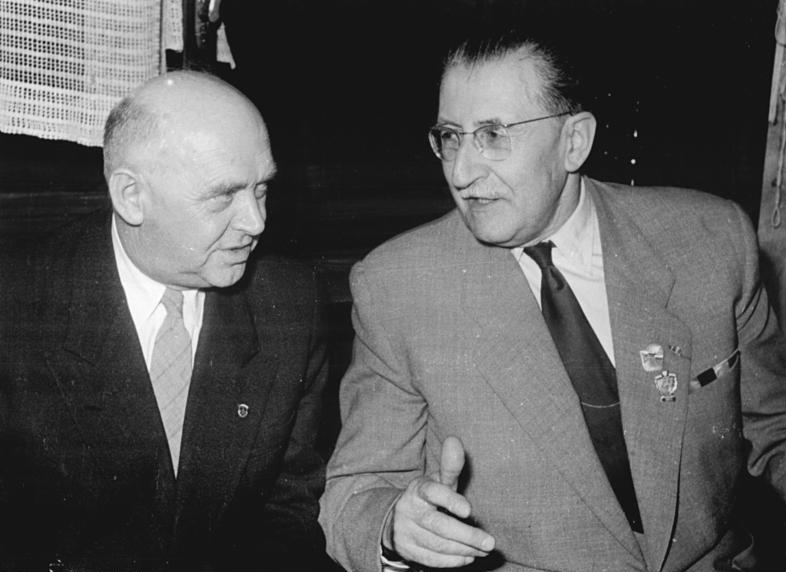
Achille Joinard (à droite) discutant avec le Vice-Premier ministre tchécoslovaque Václav Kopecký (1955).

Également président du club cycliste du 10e arrondissement depuis 1925, Joinard mêle ses deux passions en organisant un groupe cycliste au sein de la Xe section de la LDP et n'hésite pas à tirer profit de cette fonction pour s'occuper de questions sportives : en 1931, lors d'une faute d'arbitrage dans le cadre du championnat du monde de vitesse à Copenhague, il prend le parti du coureur Lucien Michard contre une décision de l'Union cycliste internationale (UCI). Peu de temps après, il fonde et préside, avec Michard comme président honoraire, le club cycliste des Jeunesses Populaires et Sportives (1933), qui est encore lié à l'extrême-droite nationaliste : ainsi, en 1934, Joinard y commémore les vingt ans de la disparition de Paul Déroulède. Il est également vice-président de l'Union vélocipédique de France, qu'il contribue à transformer, entre 1940 et 1942, en Fédération française de cyclisme (FFC), dont il préside le comité de l'Île-de-France. En 1943, il assure la présidence par intérim de la FFC après la démission du président Banino.
Après la guerre, il prend la présidence de la FFC (1945) puis de l'UCI (8 février 1947). C'est à ce titre qu'il fait participer les coureurs français à la Course de la Paix, qu'il qualifie de « Tour de France de l'Est ». Chevalier de la Légion d'honneur, officier d'Académie et titulaire de la médaille d'or de l’éducation physique, Achille Joinard est également vice-président du Comité national olympique et siège au Conseil supérieur de l’Éducation nationale.